# Filić, Banatul de Nord
Filić (maghiară Firigyháza) este o localitate în Districtul Banatul de Nord, Voivodina, Serbia.